# Tom Siwe
Tom Olof Siwe (sinh ngày 2 tháng 3 năm 1987) là một cầu thủ bóng đá người Thụy Điển thi đấu cho Jönköpings Södra.